# 谢介鹤
谢介鹤（？—？），名炳，字介鶴，以字行，清朝湖南人，清末文人。

## 生平
早年為诸生，後為太平军所俘，编入天京（今日江蘇南京）粮馆中工作。湘軍攻陷天京前離開。著有《癸甲摭谈》、《金陵癸甲纪事略》、《洪大全口供》等。